# Dendrobium djamuense
Dendrobium djamuense är en orkidéart som beskrevs av Rudolf Schlechter. Dendrobium djamuense ingår i släktet Dendrobium, och familjen orkidéer. Inga underarter finns listade i Catalogue of Life.